# Tipula tardigrada
Tipula tardigrada är en tvåvingeart som beskrevs av Edwards 1928. Tipula tardigrada ingår i släktet Tipula och familjen storharkrankar. Inga underarter finns listade i Catalogue of Life.